# Donji Krupac
Donji Krupac (en serbe cyrillique : Доњи Крупац) est un village de Serbie situé dans la municipalité d'Aleksinac, district de Nišava. Au recensement de 2011, il comptait 284 habitants.

## Démographie
| 1948 | 1953 | 1961 | 1971 | 1981 | 1991 | 2002 | 2011 |
| ---- | ---- | ---- | ---- | ---- | ---- | ---- | ---- |
| 637  | 669  | 679  | 622  | 542  | 451  | 364  | 284  |

|  |